# Naturschutzgebiet Osterkopf bei Usseln

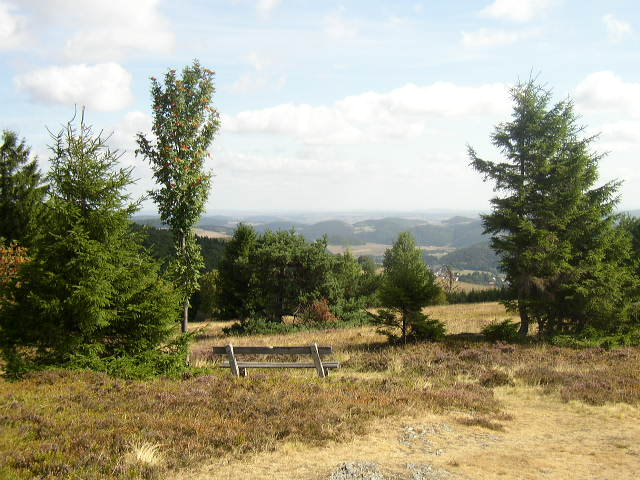
Blick vom Osterkopf in Richtung Kasseler Berge (nach Osten)

Das Naturschutzgebiet Osterkopf bei Usseln mit einer Größe von 35,65 ha liegt nördlich von Usseln im Gemeindegebiet von Willingen im Landkreis Waldeck-Frankenberg. Das Naturschutzgebiet (NSG) wurde 1982 vom Regierungsbezirk Kassel wegen seiner Bedeutung für die Botanik ausgewiesen. Das NSG ist flächengleich mit dem FFH-Gebiet Osterkopf bei Usseln (DE-4718-301). Das NSG liegt innerhalb des Naturparks Diemelsee. Das NSG steht in räumlichem und funktionellem Zusammenhang zu anderen Hochheiden im Upland und in Nordrhein-Westfalen. Das NSG besitzt wie die anderen Hochheiden der Umgebung einen atlantischnordischen Vegetationscharakter.

## Gebietsbeschreibung
Beim NSG handelt es sich um die Bergkuppe des Osterkopfes mit seiner Hochheide und angrenzenden Bergwiesen und Borstgrasrasen.

## Schutzzweck
Laut Naturschutzgebiets-Ausweisung wurde das Gebiet wegen seiner Bedeutung für die Botanik zum Naturschutzgebiet ausgewiesen. Wie bei allen Naturschutzgebieten in Deutschland wurde in der Schutzausweisung darauf hingewiesen, dass das Gebiet „wegen der Seltenheit, besonderen Eigenart und Schönheit des Gebietes“ zum Naturschutzgebiet wurde.